# Jeholornis
Jeholornis è un genere di uccelli comparso nel Mesozoico, che visse in Cina approssimativamente 120 milioni di anni fa durante il Primo Cretaceo. 
Fossili di Jeholornis sono stati rinvenuti nella  "formazione di Jiufotang" in Hebei (Cina).
Dopo gli Archaeopterygidae, Jeholornis è l'uccello più primitivo conosciuto.
Jeholornis aveva una lunga coda e pochi piccoli denti, aveva all'incirca la taglia di un tacchino, cosa che lo rendeva uno dei più grossi uccelli conosciuti fino al Tardo Cretaceo.

## Descrizione
Si conoscono pochi scheletri completi e qualche altro resto osseo. Il tipo è conservato nell'Istituto di paleontologia dei vertebrati e paleoantropologia dell'Università di Pechino al numero IVPP V13274. 
Gli scheletri sono simili a quelli di Archaeopteryx lithographica ma la struttura della coda è ancora più simile a quella di un dromeosauro, le ossa coracoidi sono allungate e probabilmente gli consentivano una capacità di volo migliore. L'apparato scheletrico per il volo è simile a quello di Confuciusornis. Le penne remiganti erano asimmetriche, come negli uccelli moderni ed in Archaeopteryx e lunghe fino a 21 cm.
La coda è evidentemente più robusta di quella di Archaeopteryx e mostra un ventaglio terminale dato che aveva penne più lunghe alla fine che ai lati (in Archaeopteryx invece erano tutte uguali).

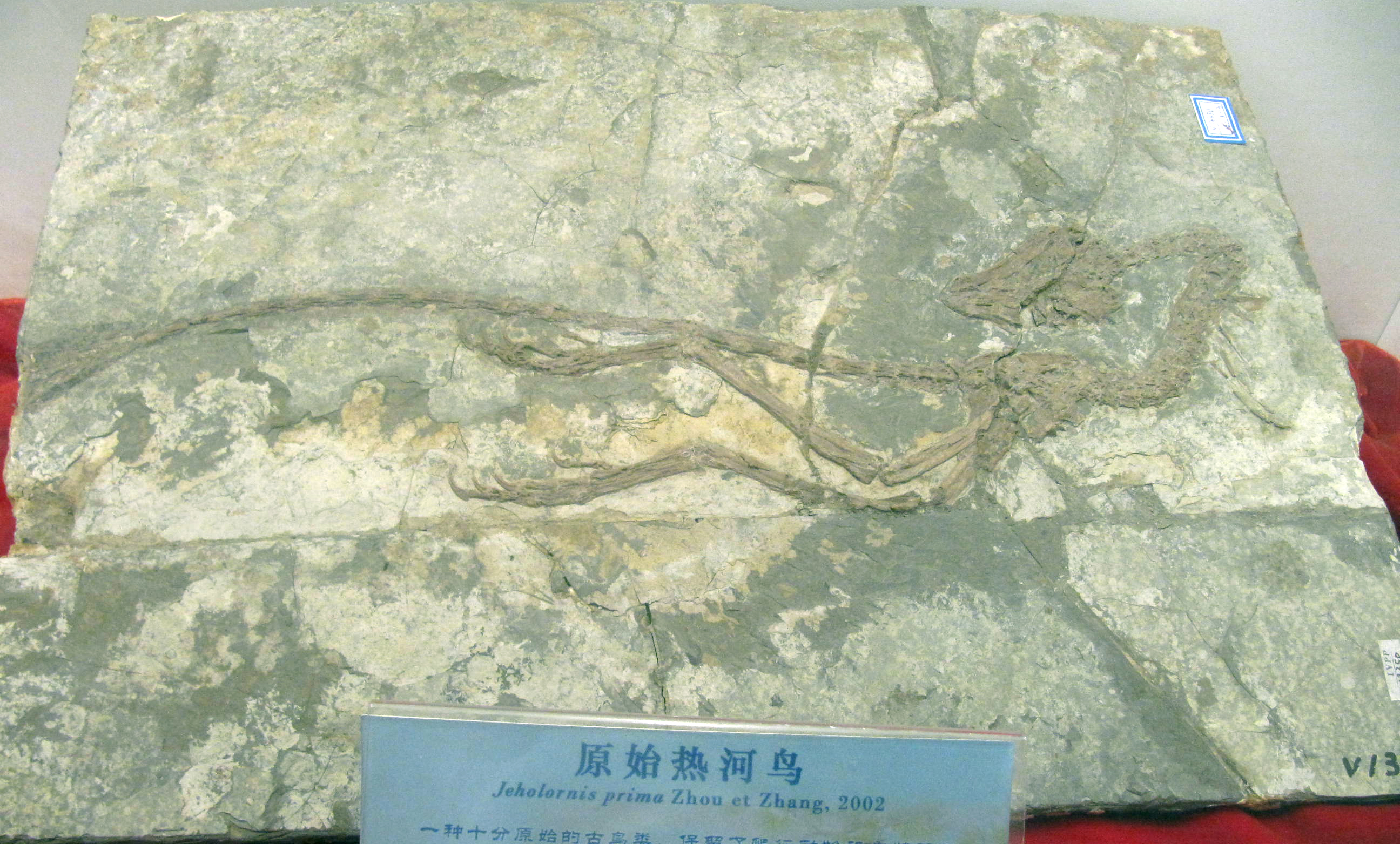
Olotipo di Jeholornis prima

## Sinonimi e posizione tassonomica
I nomi Shenzhouraptor sinensis sono stati formalmente riconosciuti sinonimi junior del Jeholornis prima (Zhou & Zhang,  2006)..
Jeholornis contiene solo la specie tipo, Jeholornis prima.. 
Shenzhouraptor sinensis (nome derivante da "Shenzhou", un antico nome della China, e  "raptor", dal latino = "violento saccheggio") fu descritto in una rivista dopo qualche mese. Shenzhouraptor, più piccolo, sarebbe stato privo di denti ed avrebbe avuto alcune vertebre caudali in meno ma è stato stabilito che queste "differenze" erano dovute al cattivo stato di conservazione dei fossili e a differenze nello stadio di sviluppo. Zhou e Zhang hanno classificato Jeholornis in una nuova famiglia, Jeholornithidae, di cui costituisce il genere tipo, e l'ordine Jeholornithiformes. Non è stata data nessuna definizione filogenetica per questi gruppi.) Rahonavis dal madagascar è stato recentemente trovato essere un possibile Jeholornithidae, secondo le analisi filogenetiche condotte da Godefroit et al. (2013) con la descrizione di Aurornis.

## Paleobiologia
L'esemplare tipo conserva dei semi fossilizzati nell'area del ventriglio appartenenti al genere Carpolithus, di affinità ignota. L'alimentazione di questo uccello era dunque granivora.
Sono stati trovati esemplari appartenenti a diverse classi di età, differenziati in caratteri come taglia e dimensione dei denti.